# جورمان كامبوزانو
جورمان كامبوزانو (بالإسبانية: Jorman Campuzano)‏ هو لاعب كرة قدم كولومبي في مركز الوسط ولد في يوم 30 أبريل 1996 في بلدة تالاماليكي في كولومبيا، يلعب حالياً مع نادي بوكا جونيورز وسبق له اللعب مع نادي ديبورتيفو بيريرا وأتلتيكو ناسيونال، في أغسطس 2018 تم إستدعائه للعب مع منتخب كولومبيا لكرة القدم.

## روابط خارجية
- جورمان كامبوزانو على موقع اتحاد تركيا (لاعب) (الإنجليزية)
- جورمان كامبوزانو على موقع قاعدة بيانات كرة القدم.إي يو (الإنجليزية)
- جورمان كامبوزانو على موقع ناشيونال فوتبول تيمز (الإنجليزية)
- جورمان كامبوزانو على موقع Soccerway.com (الإنجليزية)